# Ковальчук Олександр Іванович (військовик)
Олекса́ндр Іва́нович Ковальчу́к (нар. 27 січня 1974 — 5 травня 2015) — солдат Збройних сил України.

## Життєвий шлях
Проживав у місті Бердичів. 5 вересня 2014 року мобілізований, кулеметник, військовослужбовець 30-ї окремої механізованої бригади.
5 травня 2015-го загинув вранці поблизу міста Світлодарськ у бою з ДРГ терористів, що із засідки обстріляла із РПГ та стрілецької зброї українських військовиків під час об'їзду ними блокпостів. Ще 6 вояків зазнали поранень, один з них — важких.
Без Олександра лишилися мама і донька.
Похований в селі Павелки.

## Нагороди та вшанування
- Указом Президента України № 553/2015 від 22 вересня 2015 року — орденом «За мужність» III ступеня (посмертно)[1]